# Scytodes intricata
Scytodes intricata är en spindelart som beskrevs av Banks 1909. Scytodes intricata ingår i släktet Scytodes och familjen spottspindlar. Inga underarter finns listade i Catalogue of Life.